# سيمون فيشر
سيمون فيشر (بالإنجليزية: Simon Fischer)‏ هو لاعب هوكي الجليد أمريكي وسويسري، ولد في 21 يونيو 1988 في نيو روتشيل في الولايات المتحدة.

## وصلات خارجية
- سيمون فيشر على موقع EliteProspects.com (الإنجليزية)
- سيمون فيشر على موقع Eurohockey.com (الإنجليزية)
- سيمون فيشر على موقع HockeyDB.com (الإنجليزية)